# Unicodeblock Dogra
Der Unicodeblock Dogra (U+11800 bis U+1184F) enthält die Schrift der Dogri-Sprache, die zu den indoarischen Sprachen gehört.

## Liste
| Unicodenummer   | Zeichen (400 %) | Kategorie                               | Bidirektionale Klasse       | Offizielle Bezeichnung      | Beschreibung                      |
| --------------- | --------------- | --------------------------------------- | --------------------------- | --------------------------- | --------------------------------- |
| U+11800 (71680) | 𑠀               | anderer Buchstabe, Silbe oder Ideogramm | links nach rechts           | DOGRA LETTER A              | Dogri-Buchstabe A                 |
| U+11801 (71681) | 𑠁               | anderer Buchstabe, Silbe oder Ideogramm | links nach rechts           | DOGRA LETTER AA             | Dogri-Buchstabe Aa                |
| U+11802 (71682) | 𑠂               | anderer Buchstabe, Silbe oder Ideogramm | links nach rechts           | DOGRA LETTER I              | Dogri-Buchstabe I                 |
| U+11803 (71683) | 𑠃               | anderer Buchstabe, Silbe oder Ideogramm | links nach rechts           | DOGRA LETTER II             | Dogri-Buchstabe Ii                |
| U+11804 (71684) | 𑠄               | anderer Buchstabe, Silbe oder Ideogramm | links nach rechts           | DOGRA LETTER U              | Dogri-Buchstabe U                 |
| U+11805 (71685) | 𑠅               | anderer Buchstabe, Silbe oder Ideogramm | links nach rechts           | DOGRA LETTER UU             | Dogri-Buchstabe Uu                |
| U+11806 (71686) | 𑠆               | anderer Buchstabe, Silbe oder Ideogramm | links nach rechts           | DOGRA LETTER E              | Dogri-Buchstabe E                 |
| U+11807 (71687) | 𑠇               | anderer Buchstabe, Silbe oder Ideogramm | links nach rechts           | DOGRA LETTER AI             | Dogri-Buchstabe Ai                |
| U+11808 (71688) | 𑠈               | anderer Buchstabe, Silbe oder Ideogramm | links nach rechts           | DOGRA LETTER O              | Dogri-Buchstabe O                 |
| U+11809 (71689) | 𑠉               | anderer Buchstabe, Silbe oder Ideogramm | links nach rechts           | DOGRA LETTER AU             | Dogri-Buchstabe Au                |
| U+1180A (71690) | 𑠊               | anderer Buchstabe, Silbe oder Ideogramm | links nach rechts           | DOGRA LETTER KA             | Dogri-Buchstabe Ka                |
| U+1180B (71691) | 𑠋               | anderer Buchstabe, Silbe oder Ideogramm | links nach rechts           | DOGRA LETTER KHA            | Dogri-Buchstabe Kha               |
| U+1180C (71692) | 𑠌               | anderer Buchstabe, Silbe oder Ideogramm | links nach rechts           | DOGRA LETTER GA             | Dogri-Buchstabe Ga                |
| U+1180D (71693) | 𑠍               | anderer Buchstabe, Silbe oder Ideogramm | links nach rechts           | DOGRA LETTER GHA            | Dogri-Buchstabe Gha               |
| U+1180E (71694) | 𑠎               | anderer Buchstabe, Silbe oder Ideogramm | links nach rechts           | DOGRA LETTER NGA            | Dogri-Buchstabe Nga               |
| U+1180F (71695) | 𑠏               | anderer Buchstabe, Silbe oder Ideogramm | links nach rechts           | DOGRA LETTER CA             | Dogri-Buchstabe Ca                |
| U+11810 (71696) | 𑠐               | anderer Buchstabe, Silbe oder Ideogramm | links nach rechts           | DOGRA LETTER CHA            | Dogri-Buchstabe Cha               |
| U+11811 (71697) | 𑠑               | anderer Buchstabe, Silbe oder Ideogramm | links nach rechts           | DOGRA LETTER JA             | Dogri-Buchstabe Ja                |
| U+11812 (71698) | 𑠒               | anderer Buchstabe, Silbe oder Ideogramm | links nach rechts           | DOGRA LETTER JHA            | Dogri-Buchstabe Jha               |
| U+11813 (71699) | 𑠓               | anderer Buchstabe, Silbe oder Ideogramm | links nach rechts           | DOGRA LETTER NYA            | Dogri-Buchstabe Nya               |
| U+11814 (71700) | 𑠔               | anderer Buchstabe, Silbe oder Ideogramm | links nach rechts           | DOGRA LETTER TTA            | Dogri-Buchstabe Tta               |
| U+11815 (71701) | 𑠕               | anderer Buchstabe, Silbe oder Ideogramm | links nach rechts           | DOGRA LETTER TTHA           | Dogri-Buchstabe Ttha              |
| U+11816 (71702) | 𑠖               | anderer Buchstabe, Silbe oder Ideogramm | links nach rechts           | DOGRA LETTER DDA            | Dogri-Buchstabe Dda               |
| U+11817 (71703) | 𑠗               | anderer Buchstabe, Silbe oder Ideogramm | links nach rechts           | DOGRA LETTER DDHA           | Dogri-Buchstabe Ddha              |
| U+11818 (71704) | 𑠘               | anderer Buchstabe, Silbe oder Ideogramm | links nach rechts           | DOGRA LETTER NNA            | Dogri-Buchstabe Nna               |
| U+11819 (71705) | 𑠙               | anderer Buchstabe, Silbe oder Ideogramm | links nach rechts           | DOGRA LETTER TA             | Dogri-Buchstabe Ta                |
| U+1181A (71706) | 𑠚               | anderer Buchstabe, Silbe oder Ideogramm | links nach rechts           | DOGRA LETTER THA            | Dogri-Buchstabe Tha               |
| U+1181B (71707) | 𑠛               | anderer Buchstabe, Silbe oder Ideogramm | links nach rechts           | DOGRA LETTER DA             | Dogri-Buchstabe Da                |
| U+1181C (71708) | 𑠜               | anderer Buchstabe, Silbe oder Ideogramm | links nach rechts           | DOGRA LETTER DHA            | Dogri-Buchstabe Dha               |
| U+1181D (71709) | 𑠝               | anderer Buchstabe, Silbe oder Ideogramm | links nach rechts           | DOGRA LETTER NA             | Dogri-Buchstabe Na                |
| U+1181E (71710) | 𑠞               | anderer Buchstabe, Silbe oder Ideogramm | links nach rechts           | DOGRA LETTER PA             | Dogri-Buchstabe Pa                |
| U+1181F (71711) | 𑠟               | anderer Buchstabe, Silbe oder Ideogramm | links nach rechts           | DOGRA LETTER PHA            | Dogri-Buchstabe Pha               |
| U+11820 (71712) | 𑠠               | anderer Buchstabe, Silbe oder Ideogramm | links nach rechts           | DOGRA LETTER BA             | Dogri-Buchstabe Ba                |
| U+11821 (71713) | 𑠡               | anderer Buchstabe, Silbe oder Ideogramm | links nach rechts           | DOGRA LETTER BHA            | Dogri-Buchstabe Bha               |
| U+11822 (71714) | 𑠢               | anderer Buchstabe, Silbe oder Ideogramm | links nach rechts           | DOGRA LETTER MA             | Dogri-Buchstabe Ma                |
| U+11823 (71715) | 𑠣               | anderer Buchstabe, Silbe oder Ideogramm | links nach rechts           | DOGRA LETTER YA             | Dogri-Buchstabe Ya                |
| U+11824 (71716) | 𑠤               | anderer Buchstabe, Silbe oder Ideogramm | links nach rechts           | DOGRA LETTER RA             | Dogri-Buchstabe Ra                |
| U+11825 (71717) | 𑠥               | anderer Buchstabe, Silbe oder Ideogramm | links nach rechts           | DOGRA LETTER LA             | Dogri-Buchstabe La                |
| U+11826 (71718) | 𑠦               | anderer Buchstabe, Silbe oder Ideogramm | links nach rechts           | DOGRA LETTER VA             | Dogri-Buchstabe Va                |
| U+11827 (71719) | 𑠧               | anderer Buchstabe, Silbe oder Ideogramm | links nach rechts           | DOGRA LETTER SHA            | Dogri-Buchstabe Sha               |
| U+11828 (71720) | 𑠨               | anderer Buchstabe, Silbe oder Ideogramm | links nach rechts           | DOGRA LETTER SSA            | Dogri-Buchstabe Ssa               |
| U+11829 (71721) | 𑠩               | anderer Buchstabe, Silbe oder Ideogramm | links nach rechts           | DOGRA LETTER SA             | Dogri-Buchstabe Sa                |
| U+1182A (71722) | 𑠪               | anderer Buchstabe, Silbe oder Ideogramm | links nach rechts           | DOGRA LETTER HA             | Dogri-Buchstabe Ha                |
| U+1182B (71723) | 𑠫               | anderer Buchstabe, Silbe oder Ideogramm | links nach rechts           | DOGRA LETTER RRA            | Dogri-Buchstabe Rra               |
| U+1182C (71724) | 𑠬                | Markierung mit Extrabreite              | links nach rechts           | DOGRA VOWEL SIGN AA         | Dogri-Vokalzeichen Aa             |
| U+1182D (71725) | 𑠭                | Markierung mit Extrabreite              | links nach rechts           | DOGRA VOWEL SIGN I          | Dogri-Vokalzeichen I              |
| U+1182E (71726) | 𑠮                | Markierung mit Extrabreite              | links nach rechts           | DOGRA VOWEL SIGN II         | Dogri-Vokalzeichen Ii             |
| U+1182F (71727) | 𑠯                | Markierung ohne Extrabreite             | Markierung ohne Extrabreite | DOGRA VOWEL SIGN U          | Dogri-Vokalzeichen U              |
| U+11830 (71728) | 𑠰                | Markierung ohne Extrabreite             | Markierung ohne Extrabreite | DOGRA VOWEL SIGN UU         | Dogri-Vokalzeichen Uu             |
| U+11831 (71729) | 𑠱                | Markierung ohne Extrabreite             | Markierung ohne Extrabreite | DOGRA VOWEL SIGN VOCALIC R  | Dogri-Vokalzeichen vokalisches R  |
| U+11832 (71730) | 𑠲                | Markierung ohne Extrabreite             | Markierung ohne Extrabreite | DOGRA VOWEL SIGN VOCALIC RR | Dogri-Vokalzeichen vokalisches Rr |
| U+11833 (71731) | 𑠳                | Markierung ohne Extrabreite             | Markierung ohne Extrabreite | DOGRA VOWEL SIGN E          | Dogri-Vokalzeichen E              |
| U+11834 (71732) | 𑠴                | Markierung ohne Extrabreite             | Markierung ohne Extrabreite | DOGRA VOWEL SIGN AI         | Dogri-Vokalzeichen Ai             |
| U+11835 (71733) | 𑠵                | Markierung ohne Extrabreite             | Markierung ohne Extrabreite | DOGRA VOWEL SIGN O          | Dogri-Vokalzeichen O              |
| U+11836 (71734) | 𑠶                | Markierung ohne Extrabreite             | Markierung ohne Extrabreite | DOGRA VOWEL SIGN AU         | Dogri-Vokalzeichen Au             |
| U+11837 (71735) | 𑠷                | Markierung ohne Extrabreite             | Markierung ohne Extrabreite | DOGRA SIGN ANUSVARA         | Dogri-Zeichen Anusvara            |
| U+11838 (71736) | 𑠸                | Markierung mit Extrabreite              | links nach rechts           | DOGRA SIGN VISARGA          | Dogri-Zeichen Visarga             |
| U+11839 (71737) | 𑠹                | Markierung ohne Extrabreite             | Markierung ohne Extrabreite | DOGRA SIGN VIRAMA           | Dogri-Zeichen Virama              |
| U+1183A (71738) | 𑠺                | Markierung ohne Extrabreite             | Markierung ohne Extrabreite | DOGRA SIGN NUKTA            | Dogri-Zeichen Nukta               |
| U+1183B (71739) | 𑠻               | andere Interpunktion                    | links nach rechts           | DOGRA ABBREVIATION SIGN     | Dogri-Abkürzungszeichen           |